# Вожмозеро (озеро, верхнее)
Вожмозеро — озеро на территории Валдайского сельского поселения Сегежского района Республики Карелии.

## Общие сведения
Площадь озера — 3,1 км². Располагается на высоте 146,2 метра над уровнем моря.
Форма озера лопастная, продолговатая: вытянуто с северо-запада на юго-восток. Берега изрезанные, каменисто-песчаные, преимущественно возвышенные, местами заболоченные.
Через озеро протекает река Вожма, берущая начало из Пелозера и впадающая в Выгозеро.
В озере расположено не менее семи небольших безымянных островов различной площади.
К озеру подходят лесные дороги, отходящие от дороги местного значения 86К-310 («Надвоицы — Полга — Валдай — Вожмозеро»).
Код объекта в государственном водном реестре — 02020001211102000006903.